# Ga Nishi-Akashi
Nishi-Akashi Station (西明石駅 Nishi-Akashi-eki) là một nhà ga trên tuyến Sanyo Shinkansen và Tuyến Sanyō chính(Tuyến JR Kōbe) ở Akashi, Hyōgo, Nhật Bản, do công ty JR Tokaido vận hành.

## Các ga lân cận
| ←                |                  | Dịch vụ          |                  | →                |
| Sanyō Shinkansen | Sanyō Shinkansen | Sanyō Shinkansen | Sanyō Shinkansen | Sanyō Shinkansen |
| ---------------- | ---------------- | ---------------- | ---------------- | ---------------- |
| Shin-Kobe        | Shin-Kobe        | -                | Himeji           | Himeji           |
| JR Kobe Line     |                  |                  |                  |                  |
| Akashi           | Akashi           | Local Rapid      | Okubo            | Okubo            |
| Akashi           | Akashi           | Special Rapid    | Kakogawa         | Kakogawa         |